# Protoxerini
A Protoxerini az emlősök (Mammalia) osztályának rágcsálók (Rodentia) rendjébe, ezen belül a mókusfélék (Sciuridae) családjába tartozó nemzetség.

## Rendszerezés
A Protoxerini nemzetségbe  6 nem és 30 faj tartozik:
- Epixerus Thomas, 1909 – álürgemókusok 1 faj, Nyugat-Afrika
  - nyugati pálmamókus (Epixerus ebii) Temminck, 1853
- Funisciurus Trouessart, 1880 – fészekrakó mókusok 9 faj, Közép- és Nyugat-Afrika
- Heliosciurus Trouessart, 1880 – rövidfülű mókusok: 6 faj, Közép-, Nyugat- és Kelet-Afrika
- Myosciurus Thomas, 1909 - 1 faj, Kamerun és Gabon
  - afrikai törpemókus (Myosciurus pumilio) Le Conte, 1857
- Paraxerus Forsyth Major, 1893 – ligeti mókusok, 11 faj, Afrika
- Protoxerus Forsyth Major, 1893 – olajpálmamókusok, 2 faj, Libériától Kenyáig és Angoláig